# Utgångshastighet

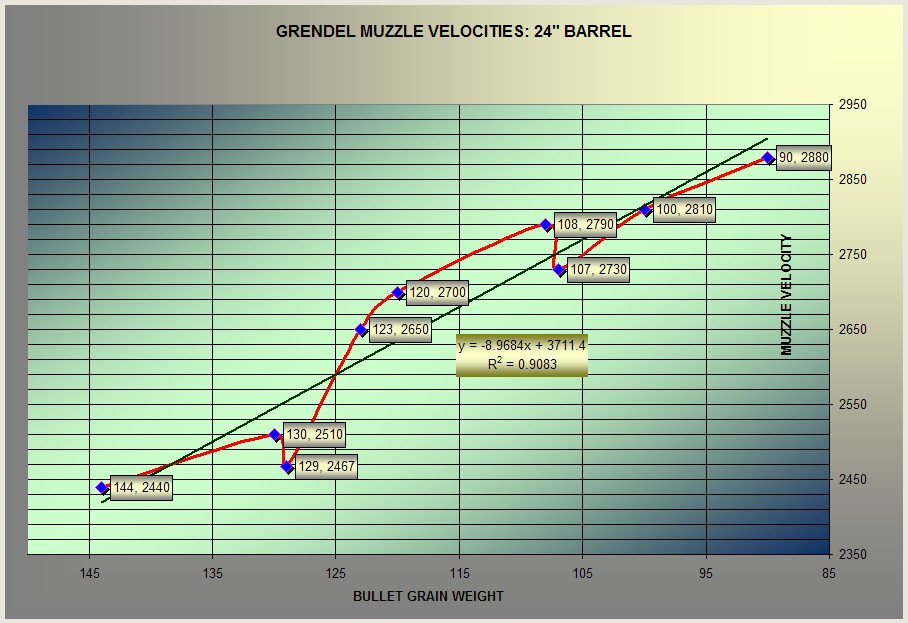
Utgångshastighet för kulor med olika massa avfyrade från samma vapen.

Utgångshastighet (storhetsbeteckning: V₀, stiliserat {\displaystyle V_{0}}) är den hastighet som en projektil har i det ögonblick den lämnar en utskjutningsanordning och påbörjar sin kastbana. Utgångshastigheten är en av de viktigaste parametrarna inom ballistik.

## Eldvapen
Utgångshastighet hos eldvapen kallas även mynningshastighet och avgörs av gastrycket, projektilens vikt och eldrörets (eller pipans) längd. Utgångshastigheten kan variera mellan 240 m/s för äldre pistoler och revolvrar och 1 200 m/s för moderna, finkalibriga jaktgevär. Stridsvagnskanoner som skjuter pilprojektiler kan komma upp i mynningshastigheter på 1 800 m/s, vilket är nära gränsen för vad som är möjligt med konventionellt krut. Med en lättgaskanon kan man uppnå mynningshastigheter på över 8 000 m/s.

## Mätning
Oftast används elektroniska kronografer med optisk utlösning. Utlösarna kan inte placeras alltför nära mynningen eftersom de då störs av mynningsflamman. Om det inte krävs hög precision mäter man projektilhastigheten ungefär fem meter framför mynningen och lägger till den hastighet som man uppskattar att projektilen har tappat på de fem meterna. Om högre precision krävs mäter man projektilens hastighet på flera olika avstånd och får då fram en kurva över hur projektilhastigheten minskar med vilken man kan räkna ut mynningshastigheten. En annan, dyrare mätmetod är att använda mikrovågsradar.